# ORC200

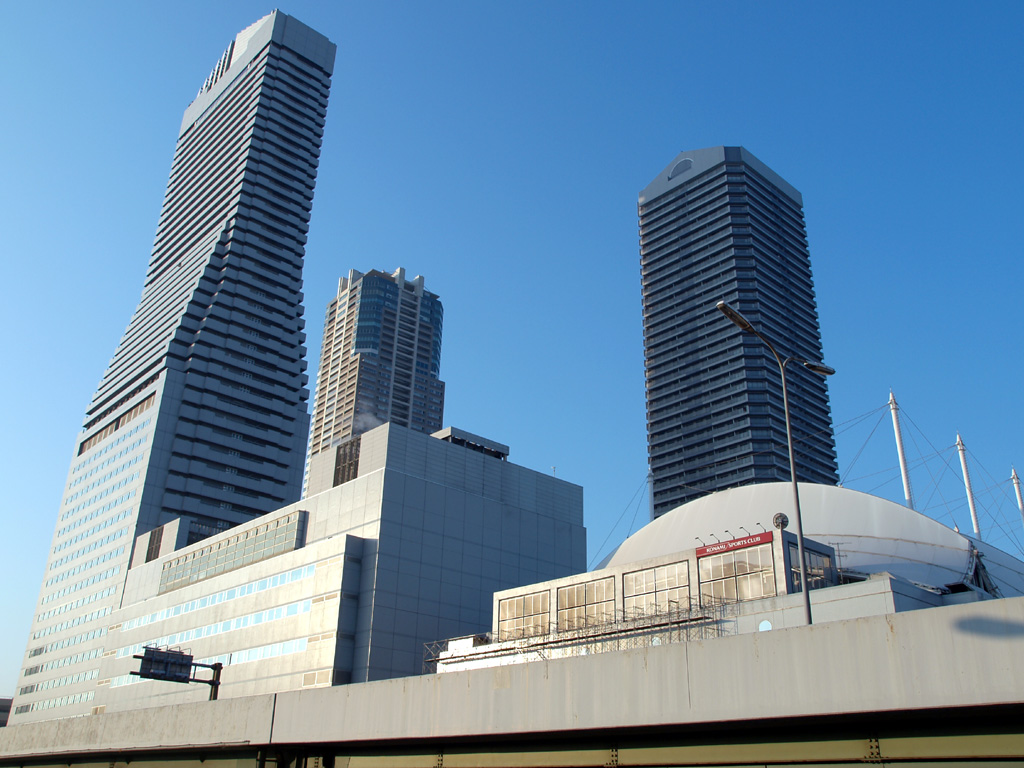
Gebouwen I & IV van ORC200 uiterst links en rechts. De toren in het midden is de Cross Tower Osaka Bay

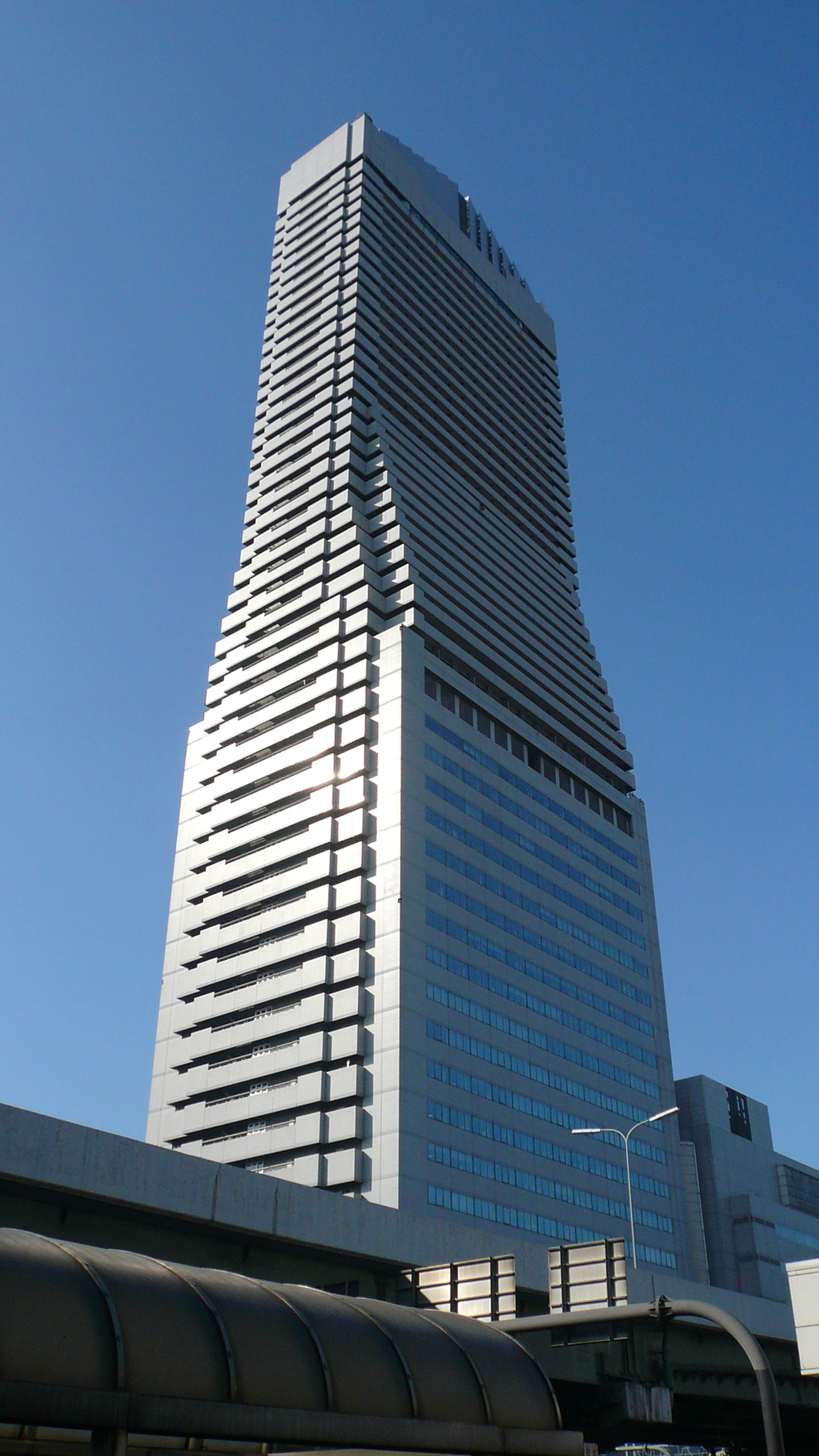
Gebouw I van ORC200

ORC200 (オークにひゃく, ōku nihyaku) is een stadsvernieuwingsproject in Minato-ku, Osaka, Japan. De naam ORC is een afkorting van Osaka Resort City. Het beslaat een stuk grond naast het station Bentenchō. Het complex bestaat uit vier gebouwen, waarvan twee wolkenkrabbers (waaronder een torenflat) en beslaat in totaal 30.067 m². Het project werd in maart 1993 opgeleverd.

## Indeling
- Gebouw I (206 m[1], 51 verdiepingen)
  - Hotel (verdiepingen 1 t/m 4 & 20 t/m 51 )
  - Kantoren (verdiepingen 4 t/m 51)
- Gebouw II, oostelijk deel (9 verdiepingen)
  - Kliniek, restaurants, wellnesscentrum
- Gebouw II, westelijk deel (7 verdiepingen)
  - kantoren, restaurants, hoofdkantoor van Radio Osaka
- Gebouw III (5 verdiepingen)
  - Fitnesscentrum, restaurants
- Gebouw IV (ook wel Prio Tower genoemd) (167 m, 50 verdiepingen)
  - Kantoren (verdiepingen 2 t/m 7)
  - Appartementen (verdiepingen 8 t/m 50)

## Bereikbaarheid
- Station Bentenchō:
  - Osaka-ringlijn
  - Chūō-lijn.